# Kasteel van Hauterive
Het Kasteel van Hauterive (Frans: Château de Hauterive) is een kasteel in de Franse gemeente Argentré. Het kasteel is een beschermd historisch monument sinds 1989.